# Box Grove (Ontario)
Box Grove es una comunidad originaria de Markham, Ontario.

## Historia
Establecida en 1815 por William Beebe y en la década de 1850 fue llamada Sparta o Sparty Wharf. Cambió su nombre actual en la Confederación Canadiense en 1867 cuando consiguió su primera oficina de correos.
La aldea era el centro de la actividad local y la industria de pequeña escala. Un aserradero, una fábrica de molino de lana de algodón, y un molino aparecieron en las orillas del río Rouge después de 1815. Joseph Tomlinson ayudó a establecer el crecimiento comercial en el siglo XIX (1855).

## Transporte
La mayoría de los viajeros en el área viajan en automóvil, ya que hay un servicio limitado de autobuses por York Region Transit. 